# Фазан, Владимир Григорьевич
Влади́мир Григо́рьевич Фазан (25 февраля 1926—1955) — участник Великой Отечественной войны и полный кавалер ордена Славы.

## Биография
Родился 25 февраля 1926 года в Артёмовске (Донецкая область, Украина) в рабочей семье. После получения начального образования работал в колхозе.
10 сентября 1943 года был призван в Красную Армию. За время войны был три раза ранен и один раз контужен. Во время боёв за село Великая Белозерка (Запорожская область, Украина) в январе 1944 года, Владимир Фазан вынес с поля битвы 21 раненого товарища. 28 января 1944 года был награждён медалью «За отвагу». В боях на подступах к Никополь (Днепропетровская область, Украина), находясь в составе разведгруппы, уничтожил 5 солдат противника и пленил одного. Во время этого боя был ранен, однако продолжал оставаться в строю. Во время форсирования Днепра, был одним из первых, кто переправился; во время переправы и высадки уничтожил 3 вражеских солдат. 2 марта 1944 был награждён орденом Славы 3-й степени. 20 августа 1944 года, во время боя за село Талмаз (Молдавия), Владимир Фазан ворвался в траншею, занятую противником, и уничтожил 12 румынских военнослужащих. 20 сентября 1944 года был награждён орденом Славы 2-й степени. 5 декабря 1944 года, во время боёв за Адонь (Венгрия), Владимир Фазан лично уничтожил около 14 вражеских солдат и вместе с разведгруппой захватил траншею противника и смог её удержать. 28 апреля 1945 года был награждён орденом Славы 1-й степени.
Демобилизовался в ноябре 1945 года. После демобилизации вернулся в Артёмовск, где устроися работать слесарем на ремонтно-механический завод. Погиб в 1955 году.

## Награды
- Орден Славы 1-й степени (28 апреля 1945 — № 942)[2];
- Орден Славы 2-й степени (20 сентября 1944 — № 1089)[3];
- Орден Славы 3-й степени (2 марта 1944 — № 4996)[4];
- Медаль «За отвагу» (28 января 1944)[5].